# Нагльская волость
На́гльская во́лость (латыш. Nagļu pagasts) — одна из двадцати пяти территориальных единиц Резекненского края Латвии. Находится в северо-западной части края. Граничит с Гайгалавской и Рикавской волостями своего края, Ошупской и Баркавской волостями Мадонского края, а также с Декшарской волостью Вилянского края.
Крупнейшими населёнными пунктами волости являются сёла: Нагли (волостной центр), Тейрумники, Идени, Бернани, Лёдани, Звейсола, Юмправсала, Драбаки.
В Нагли находится Нагльская католическая церковь. В ходе археологических экспедиций 1960-х — 1970-х годов на территории волости были найдены археологические памятники бронзового и раннего железного века.
По территории волости протекают реки Резекне, Сулька, Вецмалта. Прорыты Иденьский канал (от реки Резекне, через Лёданьские пруды, к реке Малта) и канал Резекне — Малта. Из крупных озёр — Лубанс (участок 42 км²) и Тейрумники. До 1966 года Малта втекала в озеро Лубанс. С образованием Лубанской гидротехнической системы, Малта по каналу Малта—Резекне была перенаправлена в реку Резекне. Шлюзы в верхней части канала образуют в долине Малты водохранилище Нагли. Вецмалта длиной в 6 км образует участок Иденьского канала.

## История
В 1945 году в Гайгалавской волости Резекненского уезда были созданы Нагльский и Гаранчский сельские советы. После отмены в 1949 году волостного деления Нагльский сельсовет входил в состав Вилянского района. В 1954 году Нагльский сельсовет был ликвидирован, его территория была присоединена к Гаранчскому сельсовету, который входил в состав Вилянского (1949—1957) и Резекненского районов.
В 1962 году территория колхоза «Гайгалава» Гаранчского сельсовета была присоединена к Гайгалавскому сельсовету. В 1971 году Гаранчский сельсовет был переименован в Нагльский сельсовет. В 1973 году к Нагльскому сельсовету были присоединены части территорий Рикавского и Гайгаловского сельских советов. В 1981 году — части территорий Рикавского и Декшарского сельских советов.
В 1990 году Нагльский сельсовет был реорганизован в волость. В 2009 году, по окончании латвийской административно-территориальной реформы, Нагльская волость вошла в состав Резекненского края.